# Ditiscídeos
Ditiscídeos (Dytiscidae) é uma família de coleópteros, com cerca de 160 géneros e 4000 espécies. Os ditiscídeos são besouros aquáticos que habitam todas as regiões do mundo. São bons nadadores, com corpo aerodinâmico e patas traseiras achatadas, com longos pelos natatórios; as patas dianteiras e médias são curtas e servem para capturar as suas presas. São também bons voadores, com exceção dos membros do género Platambus, incapazes de voar.
Como a maioria dos besouros aquáticos, precisam respirar o ar atmosférico, que inalam com a ponta do abdômen acima da água e armazenam sob os élitros. São carnívoros e caçam ativamente animais aquáticos, incluindo girinos e pequenos peixes.
Das espécies brasileiras, uma das mais conhecidas é a Megadytes giganteus (ou M. lherminieri), que apresenta cor verde-escuro no dorso e é negra na parte ventral.
O grupo inclui pelo menos duas espécies brasileiras extintas:
- Megadytes ducal, extinta em 1996
- Rhantus orbignyi, da Argentina e Brasil, provavelmente extinta.

## Subfamílias
A seguinte sequência taxonómica apresenta as subfamílias, os seus géneros associados

Subfamília Agabinae Thomson, 1867
- Agabinus Crotch, 1873
- Agabus Leach, 1817
- Agametrus Sharp, 1882
- Andonectes Guéorguiev, 1971
- Hydronebrius Jakovlev, 1897
- Hydrotrupes Sharp, 1882
- Ilybiosoma Crotch, 1873
- Ilybius Erichson, 1832
- Leuronectes Sharp, 1882
- Platambus Thomson, 1859
- Platynectes Régimbart, 1879

Subfamília Colymbetinae Erichson, 1837
- Anisomeria Brinck, 1943
- Senilites Brinck, 1948
- Carabdytes Balke, Hendrich & Wewalka, 1992
- Bunites Spangler, 1972
- Colymbetes Clairville, 1806
- Hoperius Fall, 1927
- Meladema Laporte, 1835
- Melanodytes Seidlitz, 1887
- Neoscutopterus J.Balfour-Browne, 1943
- Rhantus Dejean, 1833
- Rugosus García, 2001

Subfamília Copelatinae Branden, 1885
- Agaporomorphus Zimmermann, 1921
- Aglymbus Sharp, 1880
- Copelatus Erichson, 1832
- Exocelina Broun, 1886
- Lacconectus Motschulsky, 1855
- Liopterus Dejean, 1833
- Madaglymbus Shaverdo & Balke, 2008
- Rugosus García, 2001

Subfamília Coptotominae Branden, 1885
- Coptotomus Say, 1830

Subfamília Cybistrinae
- Austrodytes Watts, 1978
- Bifurcitus Brinck, 1945
- Cybister Curtis, 1827
- Nilssondytes Miller, Michat, & Ferreira Jr., 2024
- Megadytes Sharp, 1882
- Metaxydytes Miller, Michat, & Ferreira Jr., 2024
- Paramegadytes Trémouilles & Bachmann, 1980
- Onychohydrus Schaum & White, 1847
- Regimbartina Chatanay, 1911
- Spencerhydrus Sharp, 1882
- Sternhydrus Brinck, 1945
- Trifurcitus Brinck, 1945

Subfamília Dytiscinae Leach, 1815
- Acilius Leach, 1817
- Aethionectes Sharp, 1882
- Austrodytes Watts, 1978
- Dytiscus Linnaeus, 1758
- Eretes Laporte, 1833
- Graphoderus Dejean, 1833
- Hydaticus Leach, 1817
- Hyderodes Hope, 1838
- Megadytes Sharp, 1882
- Miodytiscus Wickham, 1911
- Notaticus Zimmermann, 1928
- Onychohydrus Schaum & White, 1847
- Regimbartina Chatanay, 1911
- Rhantaticus Sharp, 1880
- Sandracottus Sharp, 1882
- Spencerhydrus Sharp, 1882
- Sternhydrus Brinck, 1945
- Thermonectus Dejean, 1833
- Tikoloshanes Omer-Cooper, 1956
- †Ambarticus Yang et al. 2019 Burmese amber, Myanmar, Late Cretaceous (Cenomanian)

Subfamília Hydrodytinae K.B.Miller, 2001
- Hydrodytes K.B.Miller, 2001
- Microhydrodytes K.B.Miller, 2002

Subfamília Hydroporinae Aubé, 1836
- Africodytes Biström, 1988
- Agnoshydrus Biström, Nilsson & Wewalka, 1997
- Allodessus Guignot, 1953
- Allopachria Zimmermann, 1924
- Amarodytes Régimbart, 1900
- Amurodytes Fery & Petrov, 2013
- Andex Sharp, 1882
- Anginopachria Wewalka, Balke & Hendrich, 2001
- Anodocheilus Babington, 1841
- Antiporus Sharp, 1882
- Barretthydrus Lea, 1927
- Bidessodes Régimbart, 1895
- Bidessonotus Régimbart, 1895
- Bidessus Sharp, 1882
- Boreonectes Angus, 2010
- Borneodessus Balke, Hendrich, Mazzoldi & Biström, 2002
- Brachyvatus Zimmermann, 1919
- Brancuporus Hendrich, Toussaint & Balke, 2014
- Canthyporus Zimmermann, 1919
- Carabhydrus Watts, 1978
- Celina Aubé, 1837
- Chostonectes Sharp, 1880
- Clypeodytes Régimbart, 1894
- Coelhydrus Sharp, 1882
- Comaldessus Spangler & Barr, 1995
- Crinodessus K.B. Miller, 1997
- Darwinhydrus Sharp, 1882
- Deronectes Sharp, 1882
- Derovatellus Sharp, 1882
- Desmopachria Babington, 1841
- Dimitshydrus Uéno, 1996
- Ereboporus K.B. Miller, Gibson & Alarie, 2009
- Etruscodytes Mazza, Cianferoni & Rocchi, 2013
- Fontidessus K.B. Miller & Spangler, 2008
- Geodessus Brancucci, 1979
- Gibbidessus Watts, 1978
- Glareadessus Wewalka & Biström, 1998
- Graptodytes Seidlitz, 1887
- Haideoporus Young & Longley, 1976
- Hemibidessus Zimmermann, 1921
- Heroceras Guignot, 1949
- Herophydrus Sharp, 1880
- Heterhydrus Fairmaire, 1869
- Heterosternuta Strand, 1935
- Hovahydrus Biström, 1982
- Huxelhydrus Sharp, 1882
- Hydrocolus Roughley & Larson in Larson, Alarie & Roughley, 2000
- Hydrodessus J. Balfour-Browne, 1953
- Hydroglyphus Motschulsky, 1853
- Hydropeplus Sharp, 1882
- Hydroporus Clairville, 1806
- Hydrovatus Motschulsky, 1853
- Hygrotus Stephens, 1828
- Hyphoporus Sharp, 1880
- Hyphovatus Wewalka & Biström, 1994
- Hyphydrus Illiger, 1802
- Hypodessus Guignot, 1939
- Iberoporus Castro & Delgado, 2001
- Incomptodessus K.B. Miller & García, 2011
- Kakadudessus Hendrich & Balke, 2009
- Kuschelydrus Ordish, 1976
- Laccornellus Roughley & Wolfe, 1987
- Laccornis Gozis, 1914
- Leiodytes Guignot, 1936
- Limbodessus Guignot, 1939
- Liodessus Guignot, 1939
- Lioporeus Guignot, 1950
- Megaporus Brinck, 1943
- Metaporus Guignot, 1945
- Methles Sharp, 1882
- Microdessus Young, 1967
- Microdytes J. Balfour-Browne, 1946
- Morimotoa Uéno, 1957
- Nebrioporus Régimbart, 1906
- Necterosoma W.J. Macleay, 1871
- Neobidessodes Hendrich & Balke, 2009
- Neobidessus Young, 1967
- Neoclypeodytes Young, 1967
- Neoporus Guignot, 1931
- Oreodytes Seidlitz, 1887
- Pachydrus Sharp, 1882
- Pachynectes Régimbart, 1903
- Papuadessus Balke, 2001
- Paroster Sharp, 1882
- Peschetius Guignot, 1942
- Petrodessus K.B. Miller, 2012
- Phreatodessus Ordish, 1976
- Platydytes Biström, 1988
- Porhydrus Guignot, 1945
- Primospes Sharp, 1882
- Pseuduvarus Biström, 1988
- Psychopomporus Jean, Telles & K.B. Miller, 2012
- Pteroporus Guignot, 1933
- Queda Sharp, 1882
- Rhithrodytes Bameul, 1989
- Sanfilippodytes Franciscolo, 1979
- Scarodytes Gozis, 1914
- Schistomerus Palmer, 1957
- Sekaliporus Watts, 1997
- Sharphydrus Omer-Cooper, 1958
- Siamoporus Spangler, 1996
- Siettitia Abeille de Perrin, 1904
- Sinodytes Spangler, 1996
- Spanglerodessus K.B. Miller & García, 2011
- Sternopriscus Sharp, 1880
- Stictonectes Brinck, 1943
- Stictotarsus Zimmermann, 1919
- Stygoporus Larson & LaBonte, 1994
- Suphrodytes Gozis, 1914
- Tepuidessus Spangler, 1981
- Terradessus Watts, 1982
- Tiporus Watts, 1985
- Trichonectes Guignot, 1941
- Trogloguignotus Sanfilippo, 1958
- Tyndallhydrus Sharp, 1882
- Typhlodessus Brancucci, 1985
- Uvarus Guignot, 1939
- Vatellus Aubé, 1837
- Yola Gozis, 1886
- Yolina Guignot, 1936
- † Calicovatellus K.B. Miller & Lubkin, 2001
- † Procoelambus Théobald, 1937

Subfamília Laccophilinae Gistel, 1856
- Africophilus Guignot, 1948
- Agabetes Crotch, 1873
- Australphilus Watts, 1978
- Japanolaccophilus Satô, 1972
- Laccodytes Régimbart, 1895
- Laccophilus Leach, 1815
- Laccoporus J. Balfour-Browne, 1939
- Laccosternus Brancucci, 1983
- Napodytes Steiner, 1981
- Neptosternus Sharp, 1882
- Philaccolilus Guignot, 1937
- Philaccolus Guignot, 1937
- Philodytes J. Balfour-Browne, 1939

Subfamília Lancetinae Branden, 1885
- Lancetes Sharp, 1882

Subfamília Matinae Branden, 1885
- Allomatus Mouchamps, 1964
- Batrachomatus Clark, 1863
- Matus Aubé, 1836

Subfamília †Liadytiscinae Prokin & Ren, 2010
- † Liadroporus Prokin & Ren, 2010 Formação Yixian, China, Cretáceo Inferior (Aptiano)
- † Liadytiscus Prokin & Ren, 2010 Formação Yixian, China, Aptiano
- † Mesoderus Prokin & Ren, 2010 Formação Yixian, China, Aptiano
- † Liadyxianus Prokin, Petrov, B. Wang & Ponomarenko, 2013 Formação Yixian, China, Aptiano
- † Mesodytes Prokin, Petrov, Wang & Ponomarenko, 2013 Formação Yixian, China, Aptiano

Subfamília Incertae sedis
- † Cretodytes Ponomarenko, 1977 Formação Doronino, Rússia, Cretáceo Inferior (Barremiano), Kzyl-Zhar, Kazakhstan, Cretáceo Superior (Turoniano)
- † Palaeodytes Ponomarenko, 1987 Formação Karabastau, Cazaquistão, Jurássico Superior (Oxfordian), Zaza Formation, Rússia, Aptiano
- † "Palaeodytes" incompletus Ponomarenko, Coram & Jarzembowski, 2005 Durlston Formation, Reino Unido, Cretáceo Inferior (Berriasiano) (género não descrito)[9]
- † Sinoporus Prokin & Ren, 2010 Formação Yixian, China, Aptiano